# Concile de Carthage (418)
Pour les articles homonymes, voir Concile de Carthage.
Le concile de Carthage XVI s'est tenu le 1er mai 418 dans la ville de Carthage, en présence d'Augustin d'Hippone et de 214 évêques de toute l'Afrique (Proconsulaire et Numidie). 
Ce concile affirme principalement deux choses :
- la doctrine du péché originel (canons 1 à 3) ;
- la doctrine de la grâce salvifique (canon 3 à 8).

Les évêques maintiennent la condamnation de Célestius, disciple de Pélage et renouvellent l'excommunication de Pélage. Le pape Zosime, qui avait d'abord réhabilité Pélage, approuva les huit canons de ce concile, qui définissent la doctrine catholique sur le péché originel, le baptême des enfants et la nécessité de la grâce.
Ce concile condamne le pélagianisme.

## Postérité
La doctrine du péché originel a été réaffirmée lors du concile de Trente (1545-1563), qui a repris en partie les canons du concile de Carthage, mais n'a pas été réexaminée lors des conciles de Vatican I et Vatican II.
Chez les catholiques, la nécessité du baptême pour les petits enfants en vue d'obtenir le salut a été remise en cause au XXe siècle (voir la section « Baptême et salut » de l'article « Baptême catholique »). Selon François Brune, cette question serait liée à l'utilisation par saint Augustin d'une version légèrement erronée de la Vulgate.